# Tisamenus heitzmanni
Tisamenus heitzmanni ist eine Gespenstschrecken-Art, die auf der philippinischen Insel Cebu heimisch ist.

## Merkmale
Tisamenus heitzmanni ist eine eher kleine Tisamenus-Art. Das einzige, beschriebene Männchen ist 32,3 mm lang. Es ähneln denen der etwas größeren Tisamenus hystrix, ist aber von gedrungenerer Form und hat relativ kürzere Körpersegmente. Das Mesonotum ist nur doppelt so lang wie breit, während es bei Tisamenus hystrix fast 2,5-mal so lang ist. Der Mesothorax verbreitert sich nach hinten und hat sechs statt wie bei Tisamenus hystrix fünf sehr starke Mesopleuralstacheln. Anders als bei den Männchen von Tisamenus hystrix sind weder deutliche Stachelpaare am Hinterrand von Meso- und Metanotum, noch auf dem ersten, fest mit dem Metathorax verbundenes Segment des Abdomens, dem Mediansegment oder dem fünften Tergum des Abdomens ausgebildet. Lediglich das zweite bis vierte Abdominalsegment trägt je ein deutliches Stachelpaar. 
Weibchen von Tisamenus heitzmanni sind lediglich von Fotos bekannt. Sie ähneln in der Körperform stärker den Weibchen der nahe verwandten Tisamenus clotho, haben aber wie Männchen sechs Mesopleuralstacheln. Auf den Abdominalsegmenten zwei bis fünf befinden sich Stachelpaare, die annähernd so prominent sind wie die der Weibchen von Tisamenus hystrix.  
Auf dem Pronotum befindet sich, ähnlich wie bei Tisamenus hystrix, bei beiden Geschlechtern ein Paar auffälliger, schräg nach vorn bzw. zur Seite gerichteter Doppelstacheln. Das für die Gattung typische Dreieck auf dem Metanotum ist bei ihnen nicht so stark angehoben, wie bei Tisamenus hystrix, zeigt aber ebenfalls an den vorderen beiden Ecken Stacheln, die allerdings kleiner bleiben.

## Vorkommen
Tisamenus heitzmanni ist die bisher einzige bekannte Tisamenus-Art von der Insel Cebu. Vom Holotypus ist keine genauere Fundortangabe hinterlegt. Fotos eines Weibchen, welches dieser Art zugerechnet wird, wurden im Nug-as-Waldreservat bei Alcoy im Süden Cebus aufgenommen.

## Systematik
Frank H. Hennemann beschrieb die Art 2025 im Rahmen einer taxonomischen Revision der Gattung Tisamenus anhand eines einzelnen Männchens. Dieses ursprünglich aus der in Kiel befindlichen Sammlung von Thies H. Büscher stammende Tier, wurde nach der Beschreibung als Holotypus im Zoologischen Museum (ZMK) der Christian-Albrechts-Universität zu Kiel hinterlegt. Büscher hatte es von Albert Kang bekommen, welcher es am 1. Juni 2014 auf Cebu gesammelt hatte. Hennemann widmete den Artnamen Thierry Heitzmann, einem Freund von Kang, für dessen große Anstrengungen bei der Suche nach Gespenstschrecken auf den Philippinen und die Verbreitung zahlreicher Zuchtstämme unter europäische Züchtern.
Sarah Bank et al bezogen in ihre 2021 veröffentlichte, auf Genanalysen basierende Arbeit zu den Verwandtschaftsverhältnissen innerhalb der Heteropterygidae auch 14 Proben von verschiedenen Vertretern der Gattung Tisamenus ein. Unter ihnen auch eine Probe der seinerzeit als Tisamenus sp. 8 (Cebu) bezeichneten, noch unbeschriebenen Tisamenus heitzmanni. Dafür wurde dem noch in der Sammlung von Büscher befindlichen, späteren Holotypus das rechte Mittelbein entfernt, um daraus DNA zu extrahieren. Im Ergebnis zeigte sich, dass Tisamenus heitzmanni die Schwesterart einer Gruppe von andern Arten ist, zu der Tisamenus clotho, Tisamenus cervicornis, sowie Tisamenus hystrix und die ebenfalls neubeschriebene Tisamenus malawak gehören (siehe Kladogramm von Tisamenus).